# Ester Rachel Kamińska
Pour les articles homonymes, voir Kamińska.
Ester Rachel Kamińska, née Halpern (en yiddish: אסתר רחל קאַמינסקאַ) le 22 février ou le 10 mars 1870 à Porazava près de Grodno, à l'époque partie de l'Empire russe, et décédée le 27 décembre 1925 à Varsovie,, est une actrice de théâtre, fondatrice du Théâtre juif de Varsovie. On l'appelle "la mère du théâtre juif".

## Biographie
Ester Rachel Kamińska est la fille de Szymon Halpern, "hazzan"(chantre) de la synagogue de Porozow. Dans sa jeunesse, elle a déménagé à Varsovie, où elle travaille dans une fabrique de cigarettes, puis de chapeaux. En 1892, elle fait ses débuts sur la scène du théâtre Eldorado de Varsovie, et à partir de 1893, elle joue avec la troupe de théâtre de son futur mari, Abraham Izaak Kamiński (1867-1918).
En 1900, avec son mari, elle fonde un théâtre itinérant. Entre 1910 et 1913 pour obtenir des fonds pour un théâtre permanent, elle effectue une tournée aux États-Unis, à Londres et à Paris et en 1913, celui-ci peut s’ouvrir au 1/3 rue Oboźna à Varsovie, dans lequel est programmé un ambitieux répertoire mondial. On y joue du Molière, du Shakespeare, du Tchekhov, du George Bernard Shaw, aussi bien que du Zygmunt Turkow ou du Diana Blumenfeld. À partir de 1914, elle parcourt l'Europe et se produit sur les scènes des théâtres de Saint-Pétersbourg, de Kiev, d’Odessa et de Paris. Elle joue en yiddish, ainsi qu’en polonais ou en russe. Son style de jeu est comparé au style de Sarah Bernhard et à celui de l’italienne Eleonora Duse, les deux plus grandes comédiennes de l’époque.

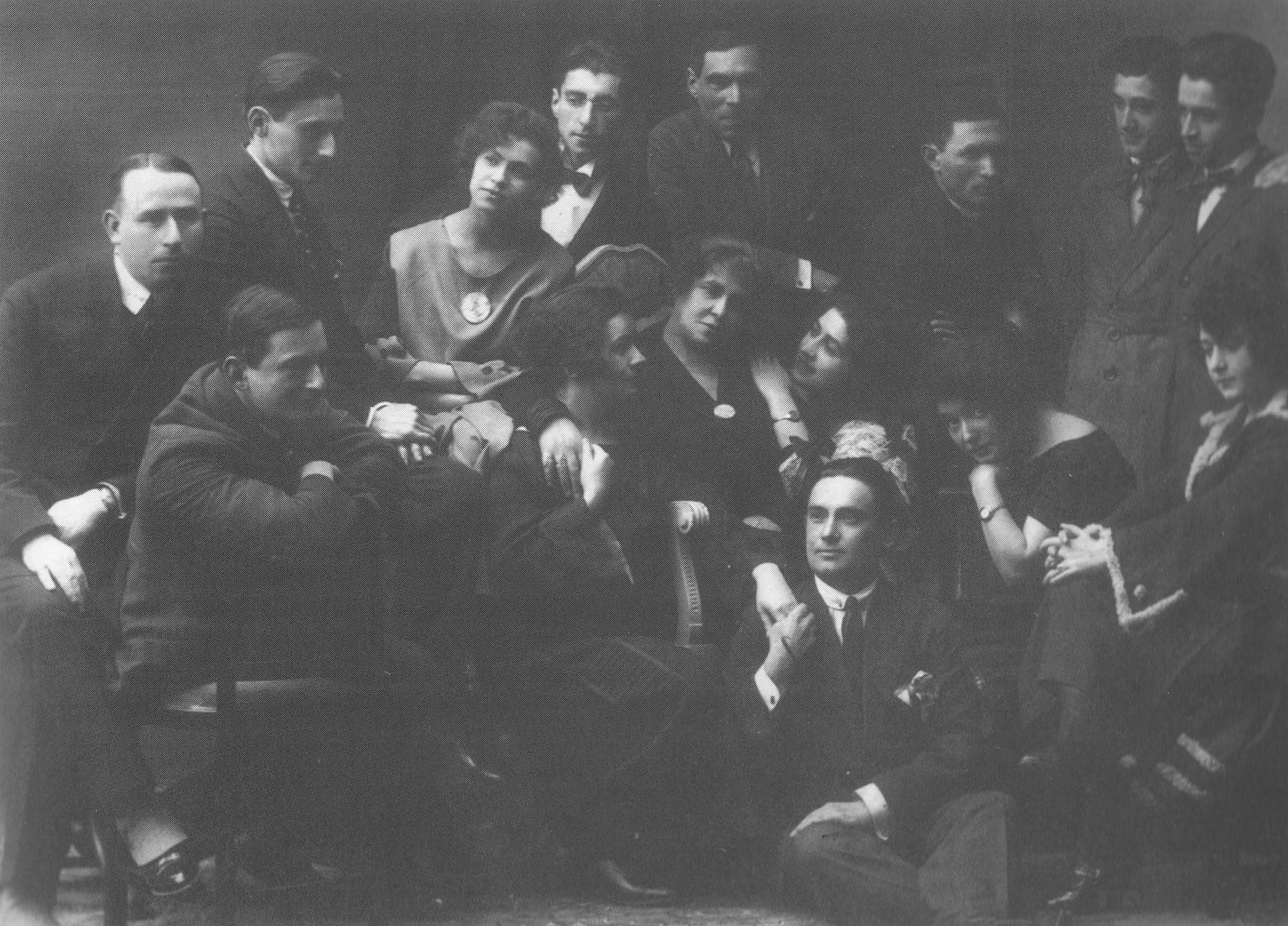
Ester Rachel Kamińska (au centre) avec les acteurs du théâtre d'art juif de Varsovie à Vilnius en 1923

Pendant la Première Guerre mondiale, elle se produit avec sa fille Ida et Zygmunt Turkow dans les territoires de l'Empire russe occupés par les Allemands et en 1921, Ils rentrent en Pologne.   
Elle joue, entre autres, des rôles de jeunes filles et de femmes dans les œuvres d'écrivains juifs et non-juifs, tels que le rôle de Chasie di jesojme (Chasia l’orpheline) dans la pièce de Jacob Gordin, de Léa dans Shvester (Sœur) d’Isaac Leib Peretz, d’Amalia dans Die Räuber (Les brigands) de Friedrich Schiller ou de Nora dans Et Dukkehjem (Une maison de poupée) d’Henrik Ibsen. Elle a également joué dans plusieurs films yiddish.
Ester a trois enfants avec Abraham Izaak Kamiński : Regina (1894-1913), qui sera aussi une actrice de théâtre et de cinéma de langue yiddish, Ida (1899-1980), aussi actrice de théâtre et de cinéma, directrice successivement des théâtres juifs de Łódź, de Wrocław et de Varsovie, et Józef (1903-1972), compositeur et violoniste qui émigra en Israël en 1937. Sa nièce est l'actrice yiddish Dina Halpern (1909-1989) qui émigra aux États-Unis en 1938, et y fit carrière. Sa petite-fille, fille d’Ida, est l'actrice connue sous le nom de Ruth Kamińska (1920-2005). Elle s’est mariée juste avant la Seconde Guerre mondiale au trompettiste de jazz Eddie Rosner (1910-1976). 
Ester Kamińska est enterrée dans le Cimetière juif de Varsovie dans l’arrondissement Wola (allée principale – Division 39) ,. L'auteur de sa pierre tombale est l’artiste Feliks Rubinlicht.  
En 1955, le nom d’Ester Kamińska, associé au nom de sa fille Ida, est donné au Théâtre juif de Varsovie.

## Filmographie
Ester Kamińska a très tôt désiré jouer au cinéma qui venait juste d’être inventé : 
- 1924 : Tkhijes khaf (Le serment) de Zygmunt Turkow, film muet yiddish : Mme Kronbergowa
- 1914 : Di Sztifmuter (La belle-mère) d’Abraham Izaak Kamiński, d’après l’œuvre de Jacob Gordin.
- 1914 : Di szichte (Le massacre) d’Abraham Izaak Kamiński.
- 1913 : Der Unbekanter (L’étranger) d’H. Fiszer
- 1912 : Mirełe Efros d’Andrzej Marek  : Mirele Efros.